# Геологічне вивчення надр
Геологічне вивчення надр — проведення пошукових, розвідувальних і спеціальних робіт та досліджень, що здійснюються з метою одержання інформації щодо геологічної будови надр, виявлення та оцінки запасів корисних копалин, характеристик процесів, які відбуваються в геологічному середовищі тощо.

## Проведення робіт по геологічному вивченню надр
Геологічне вивчення надр здійснюється з метою одержання даних про геологічну будову надр, процеси, які відбуваються в них, виявлення і оцінки корисних копалин, вивчення закономірностей їх формування і розміщення, з'ясування гірничо-технічних та інших умов розробки родовищ корисних копалин і використання надр для цілей, не пов'язаних з видобуванням корисних копалин.
Проведення робіт по геологічному вивченню надр організується та координується спеціально уповноваженим центральним органом виконавчої влади з геологічного вивчення та забезпечення раціонального використання надр на основі державних комплексних або цільових програм, міжгалузевих і галузевих планів, проектів, відповідних норм і правил.
Геологічне вивчення надр, передбачене державними програмами, здійснюється, як правило, за рахунок коштів, що відраховуються видобувними підприємствами до державного бюджету за раніше виконані геологорозвідувальні роботи. В окремих випадках геологічне вивчення надр може виконуватись за рахунок прямих видатків державного та місцевих бюджетів.
Місцеві Ради народних депутатів і органи виконавчої влади на місцях сприяють проведенню робіт по геологічному вивченню надр, що виконуються згідно з державними програмами, розробляють та реалізують відповідні територіальні програми.